# 小野寺聡
小野寺 聡（おのでら さとし、Satoshi Onodera、1988年7月30日 - ）は、東京都出身の経営者、不動産ブローカーである。
2019年よりReinvent NY, Incの代表取締役を務める。ニューヨーク在住。
大学卒業後の2011年よりNTTデータで勤務し、2018年メルカリに転職。2019年株式会社ReinventおよびReinvent NY Inc.を創業。NTTデータ在職時に、ロサンゼルスとインド・ムンバイに駐在している。
ニューヨークの高級コンドミニアムなどの不動産動画、アメリカ移住、キャリア構築などについてソーシャルメディアで発信している。